# Fontenay-près-Vézelay
Fontenay-près-Vézelay là một xã thuộc tỉnh Yonne trong vùng Bourgogne-Franche-Comté miền bắc nước Pháp.